# Guerra del rey Guillermo
Se conoce como guerra del rey Guillermo (1689-1697) a la parte de la guerra de los Nueve Años desarrollada en América del Norte entre Francia e Inglaterra, con el objetivo de detener la expansión colonial francesa y disputar el dominio de los mares y el comercio.
Fue la primera de las seis guerras coloniales (ver las cuatro guerras franco-indias, guerra del padre Rale y Guerra del padre Le Loutre) luchadas entre Nueva Francia y Nueva Inglaterra junto con sus respectivos aliados nativos antes de que Francia cediera sus territorios continentales restantes en América del Norte al este del río Misisipi en 1763.
Para la guerra del rey Guillermo, ni Inglaterra ni Francia pensaron en debilitar su posición en Europa para apoyar el esfuerzo de guerra en América del Norte. Nueva Francia y la Confederación Wabanaki pudieron frustrar la expansión de Nueva Inglaterra en Acadia, cuya frontera con Nueva Francia se definió en el río Kennebec al sur de Maine.: 27  De acuerdo con los términos del Tratado de Ryswick de 1697 que puso fin a la Guerra de los Nueve Años, los límites y los puestos de avanzada de Nueva Francia, Nueva Inglaterra y Nueva York se mantuvieron sustancialmente sin cambios.
La guerra estalló en gran medida por el hecho de que los tratados y acuerdos que se alcanzaron al final de la Guerra del rey Felipe (1675-1678) no se cumplieron. Además, los ingleses se alarmaron de que los indios recibían ayuda francesa o quizás holandesa. Los indios se aprovecharon de los ingleses y sus miedos, haciéndoles parecer como si estuvieran con los franceses. Los franceses también se jugaban, ya que pensaban que los indios estaban trabajando con los ingleses. Estos hechos, además del hecho de que los ingleses percibían a los indios como sus subordinados, a pesar de la falta de voluntad de los indios a someterse, finalmente llevaron a dos conflictos, uno de los cuales fue la Guerra del Rey Guillermo.

## América del Norte a finales delsigloXVII

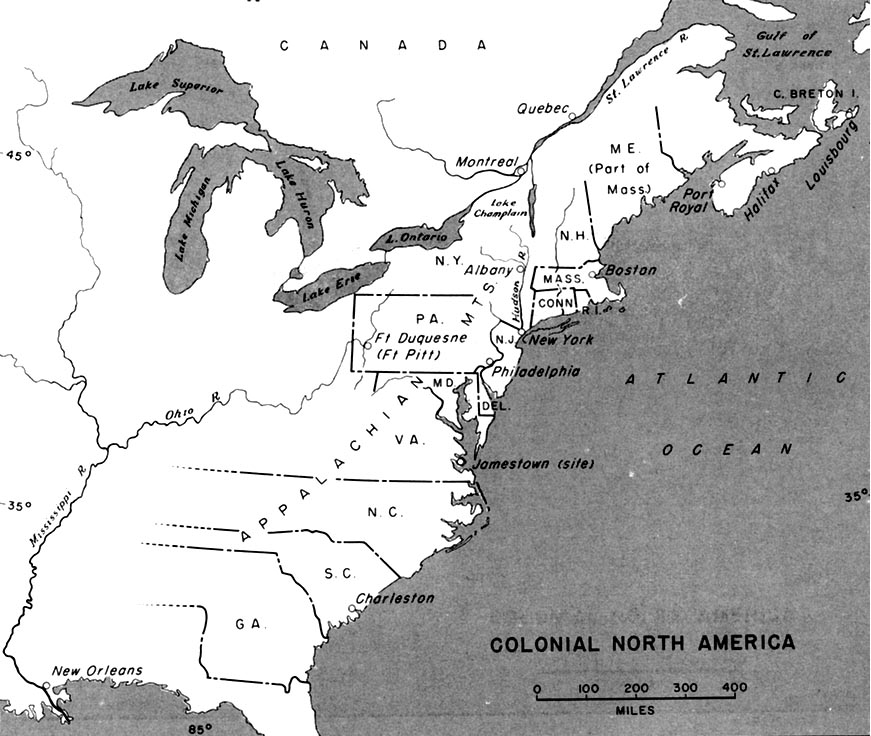
A finales del, los colonos ingleses superaban en número a los franceses, aunque los ingleses estaban divididos en múltiples colonias a lo largo del Atlántico.

La población inglesa en sus colonias superaba los 154 mil habitantes al comienzo de la guerra, superando en número a los franceses de 12 a 1. Sin embargo se dividían en varias colonias, a lo largo de la costa atlántica, por lo tanto eran incapaces de cooperar de manera eficiente y estaban sumidos en la Revolución Gloriosa creando tensión entre los colonos. Asimismo, los Ingleses carecían de liderazgo militar y tenían una relación difícil con sus aliados Iroqueses.
Nueva Francia se dividía en tres entidades: Acadia en la costa atlántica; Canadá a lo largo del río San Lorenzo y hasta los Grandes Lagos; y Luisiana desde los Grandes Lagos hasta el Golfo de México, a lo largo del río Misisipi. La población francesa ascendía a 14 000 en 1689. A pesar de que los franceses eran ampliamente superados en número, estaban políticamente más unificados y contenían un número desproporcionado de hombres adultos con antecedentes militares. Al darse cuenta de su inferioridad numérica, desarrollaron buenas relaciones con los aborígenes con el fin de multiplicar sus fuerzas e hicieron uso efectivo de las tácticas de golpear y correr.

## Causas de la guerra
El rey católico Jacobo II fue depuesto a fines de 1688 por la Revolución Gloriosa, después de lo cual los protestantes Guillermo y María asumieron el trono. Guillermo se unió a la Liga de Augsburgo en su guerra contra Francia (iniciada a principios de 1688), donde Jacobo había huido.
En América del Norte, había una tensión significativa entre Nueva Francia y las colonias inglesas del norte, que en 1686 se unieron en el Dominio de Nueva Inglaterra. Nueva Inglaterra y la Confederación Iroquesa lucharon contra la Nueva Francia y la confederación Wabanaki. Los iroqueses dominaban el comercio de pieles en los Grandes Lagos y estaban en conflicto con Nueva Francia desde 1680.: 43  Ante la insistencia de Nueva Inglaterra, estos interrumpieron el comercio entre Nueva Francia y las tribus occidentales. En represalia, la Nueva Francia ocupó las tierras Seneca del oeste de Nueva York. A su vez, Nueva Inglaterra apoyó a los iroqueses en el ataque a Nueva Francia, lo que hicieron al asaltar Lachine.: 44 
Hubo tensiones similares en la frontera entre Nueva Inglaterra y Acadia, que Nueva Francia define en el río Kennebec al sur de Maine.: 27  Colonos Ingleses de Massachusetts (en cuyos estatutos se incluye la zona de Maine) habían ampliado sus asentamientos en Acadia. Para asegurar la reclamación de Nueva Francia a la actual Maine, estableció misiones católicas entre los tres pueblos nativos más grandes de la región: uno en el río Kennebec (Norridgewock); otro más al norte en el río Penobscot (Penobscot) y una en el Río Saint John (Medoctec). Por su parte, en respuesta a la guerra del rey Felipe, las cinco tribus indígenas en la región de Acadia crearon la Confederación Wabanaki para formar una alianza político-militar con la Nueva Francia con el objetivo de detener la expansión de Nueva Inglaterra.

## Guerra

Mapa de las campañas.

### Teatro de Nueva Inglaterra, Acadia y Terranova
El teatro de Nueva Inglaterra, Acadia y Terranova de la guerra es también conocido como Guerra de Castin o guerra del padre Jean Baudoin.
En abril de 1688, el gobernador Andros saqueó la casa de Jean-Vincent d'Abbadie de Saint-Castin y el pueblo en la bahía de Penobscot (Castine, Maine).: 607  Más tarde, en agosto, los Ingleses asaltaron la aldea francesa de Chedabouctou. En respuesta, Castin y la Confederación Wabanaki participan en la Campaña de la Costa Noreste de 1688 a lo largo de la frontera de Nueva Inglaterra/Acadia. Comenzaron el 13 de agosto de 1688 en Nueva Dartmouth (Newcastle), matando a unos colonos. Pocos días después mataron a dos personas en Yarmouth en la primera batalla. En Kennebunk, en el otoño de 1688, los miembros de la Confederación mataron a dos familias.
La primavera siguiente, en junio de 1689, varios cientos de indios Abenaki y Pennacook bajo el mando de Kancamagus y Mesandowit asaltaron Dover, Nueva Hampshire, matando a más de 20 habitantes y tomando 29 prisioneros, que fueron vendidos en Nueva Francia. En junio, mataron a cuatro hombres en Saco. En respuesta a estos ataques, una compañía de 24 hombres fue enviada para buscar los cuerpos y perseguir a los nativos. Se vieron obligados a regresar después de haber perdido una cuarta parte de sus hombres en los conflictos con los indígenas.
En agosto de 1689, Jean-Vincent d'Abbadie de Saint-Castin y el Padre Louis-Pierre Thury condujeron una partida de guerra Abenaki que capturó y destruyó la fortaleza de Pemaquid (en la actual Bristol, Maine). La caída de Pemaquid fue otro golpe significativo para los ingleses. Empujando la frontera de regreso a Casco (Falmouth), Maine.: 81 
Nueva Inglaterra se vengó de estas redadas enviando al coronel Benjamin Church para atacar Acadia. Durante la Guerra del Rey Guillermo, Church llevó cuatro grupos de ataque de Nueva Inglaterra a Acadia (que incluía la mayor parte de Maine) en contra de los Acadianos y miembros de la Confederación Wabanaki. En la primera expedición a Acadia, el 21 de septiembre de 1689, Church y 250 soldados defendieron a un grupo de colonos ingleses que trataban de establecerse en Falmouth (actual Portland, Maine). De las tribus de la Confederación Wabanaki murieron 21 de sus hombres, pero la defensa de Church fue un éxito y los nativos se retiraron.: 33  Church luego regresó a Boston dejando al pequeño grupo de colonos ingleses sin protección. La primavera siguiente, más de 400 soldados franceses y nativos, bajo la dirección de Castin, destruyeron Salmon Falls (actual Berwick, Maine), y luego regresaron a Falmouth y masacraron a todos los colonos ingleses en el Batalla de Fort Loyal. Cuando Church volvió a la aldea más tarde ese verano enterró a los muertos.: 175–176  La caída de Fort Loyal (Casco) llevó a la despoblación cerca de Maine. Fuerzas nativas fueron capaces de atacar la frontera de New Hampshire sin represalias..: 82 

### Batalla de Port Royal (1690)
Las milicias de Nueva Inglaterra, dirigidas por Sir William Phips, tomaron represalias atacando Port Royal, la capital de Acadia. La batalla de Port Royal se inició el 9 de mayo de 1690. Phips llegó con 736 hombres de Nueva Inglaterra en siete barcos ingleses. El gobernador Louis-Alexandre des Friches de Menneval luchó durante dos días y luego capituló. La guarnición fue encarcelada en la iglesia, y el gobernador de Méneval fue confinado a su casa. Los residentes de Port Royal fueron obligados a jurar lealtad al rey.
Phips se retiró, pero unos buques de guerra de Nueva York llegaron en junio, lo que dio lugar a más destrucción.  Los marineros quemaron y saquearon el asentamiento, incluyendo la iglesia parroquial. La fuerza de Nueva Inglaterra se retiró de nuevo, y Villebon, el gobernador de Acadia, trasladó la capital a un territorio más seguro hacia el interior en Fort Nashwaak (actual Fredericton, Nuevo Brunswick). Fort Nashwaak siguió siendo la capital hasta después de la guerra, cuando Port Royal fue restaurada como la capital en 1699.
En la segunda expedición de Church a Acadia, llegó con 300 hombres a la Bahía de Casco el 11 de septiembre de 1690. Su misión era aliviar Fort Pejpescot (actual Brunswick, Maine), que había sido tomada por la Confederación Wabanaki. Él subió por el río Androscoggin a Fort Pejepscot. A partir de ahí siguió 40 millas (64 km) río arriba para Livermore Falls y atacó una aldea. Los hombres de Church dispararon a tres o cuatro hombres nativos cuando se retiraban. Church descubrió cinco cautivos ingleses en las tiendas indias, masacró a seis o siete nativos y tomó nueve presos. A los pocos días, en represalia, los miembros de la Confederación Wabanaki atacaron a Church en Cape Elizabeth, Purpooduc Point, matando a 7 de sus hombres e hiriendo a otros 24. El 26 de septiembre, Church volvió a Portsmouth, Nueva Hampshire.
Durante la Guerra del Rey Guillermo, cuando la ciudad de Wells contenía alrededor de 80 casas y cabañas de madera amarradas a lo largo del camino del poste, fue atacada el 9 de junio de 1691, por cerca de 200 indígenas norteamericanos comandados por el sachem Moxus. Pero el capitán James Converse y su milicia defendieron con éxito la guarnición del teniente José Storer, que estaba rodeado por una empalizada. Otro sachem, Madockawando, amenazó con volver el próximo año "y que sacaría al perro de Converse de su guarida".
Los nativos se retiraron, fueron a York de Cabo Neddick y abordaron un barco, matando a la mayoría de la tripulación. También quemaron una aldea.
A principios de 1692, un estimado de 150 Abenakis comandados por oficiales de la Nueva Francia volvieron a York, matando a cerca de 100 de sus colonos ingleses y quemando edificios en lo que se conocería como la masacre de la Candelaria.
La tercera expedición de Church a Acadia durante la guerra fue en 1692 cuando se saqueo Penobscot (actual isla india, Maine) con 450 hombres. Church y sus hombres luego fueron a asaltar Taconock (Winslow, Maine).
En 1693, las fragatas de Nueva Inglaterra atacaron Port Royal de nuevo, quemando casi una docena de casas y tres graneros llenos.
El 18 de julio de 1694, el soldado francés Claude-Sébastien de Villieu con cerca de 250 Abenakis de Norridgewock bajo el mando de su sagamore (jefe supremo), Bomazeen (o Bomoseen) asaltaron el asentamiento Inglés de Durham, Nueva Hampshire, en la "Masacre del río Oyster". En total, la fuerza francesa y nativa mató a 45 habitantes y tomó 49 cautivos, quemaron la mitad de las viviendas, entre ellos cinco guarniciones. También destruyeron cultivos y mataron el ganado, causando hambruna y la miseria de los sobrevivientes.

### Sitio de Pemaquid (1696)

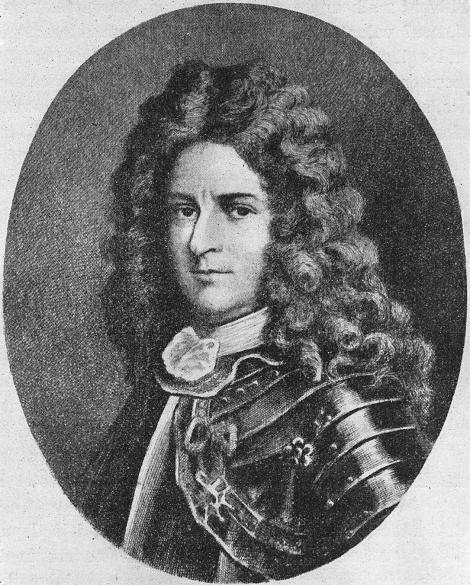
Pierre Le Moyne d'Iberville

En 1696, Nueva Francia y las tribus de la Confederación Wabanaki, liderados por Saint Castine y Pierre Le Moyne d'Iberville, regresaron y se enfrentaron en una batalla naval en la Bahía de Fundy antes de asaltar Pemaquid, Maine. Tras el asedio de Pemaquid (1696), d'Iberville condujo una fuerza de 124 canadienses, acadianos, Mi'kmaq y Abanakis en la campaña de la península de Avalon. Destruyeron casi todos los asentamientos ingleses en Terranova, más de 100 Ingleses murieron, y casi 500 fueron deportados a Inglaterra o Francia.
En represalia, Church inició su cuarta expedición a Acadia y llevó a cabo una redada de represalia contra las comunidades de Acadia en el Istmo de Chignecto y Fort Nashwack (actual Fredericton, Nuevo Brunswick), que entonces era la capital. Él comando a sus tropas personalmente a asaltar la aldea de Chignecto, quemando sus casas y matando su ganado.

### Teatro de Quebec y Nueva York
También en agosto de 1689, 1500 Iroqueses, buscando venganza por las acciones del Gobernador General Denonville, atacaron el asentamiento francés en Lachine. El Conde de Frontenac, quien reemplazó a Denonville como gobernador general, más tarde atacó el pueblo iroqués de Onondaga. Nueva Francia y sus aliados indios atacaron asentamientos fronterizos Ingleses a principios de 1690, sobre todo en Schenectady, Nueva York.
Esto fue seguido por dos expediciones. Una de ellas, por la milicia colonial de Connecticut dirigida por el general Fitz-John Winthrop, dirigida a Montreal; la otra, dirigida por Sir William Phips, dirigidos a Quebec. La expedición de Winthrop fracasó debido a problemas de enfermedad y de suministros, y Phips fue derrotado en la Batalla de Quebec.
Las expediciones de Quebec y Port Royal fueron las únicas grandes ofensivas de Nueva Inglaterra durante la guerra del rey Guillermo; para el resto de la guerra los colonos ingleses se dedican principalmente a operaciones defensivas, escaramuzas y ataques de represalia.
Las cinco naciones Iroquesas sufrieron de la debilidad de sus aliados ingleses. En 1693 y 1696, los franceses y sus aliados indios arrasaron pueblos iroqueses y destruyeron sus cultivos, mientras que los colonos de Nueva York permanecieron pasivos.
Después de que los ingleses y franceses firmaran la paz en 1697, los iroqueses, ahora abandonados por los colonos ingleses, se mantuvieron en guerra con Nueva Francia hasta 1701, cuando la paz se acordó en Montreal entre Nueva Francia y un gran número de Iroqueses y otras tribus.

### Teatro de la Bahía de Hudson
La guerra también sirvió como telón de fondo para una guerra económica en curso entre los intereses franceses e ingleses en el Ártico. La Compañía de la Bahía de Hudson había establecido puestos comerciales en la bahía de James y el extremo sur de la Bahía de Hudson a principios del 1680. En una serie de redadas que comienzan con una expedición en 1686 organizada por el gobernador Denonville, la mayoría de estos puestos de avanzada fueron tomados por los invasores franceses, encabezados principalmente por Pierre Le Moyne d'Iberville. En una de las mayores batallas navales de la guerra, d'Iberville, con una sola nave, derrotó tres barcos ingleses en la bahía de Hudson.

## Consecuencias
El Tratado de Ryswick, firmado en septiembre de 1697 puso fin a la guerra entre las dos potencias coloniales, revirtiendo las fronteras coloniales al statu quo ante bellum. La paz no duró mucho; y cinco años después, las colonias se vieron envueltas en la siguiente fase de las guerras coloniales, la Guerra de la reina Ana. Después de la finalización de la guerra con Francia en 1701, los iroqueses se mantuvieron neutrales en ese conflicto. Las tensiones se mantuvieron altas entre los Ingleses y las tribus de la Confederación Wabanaki, quienes de nuevo lucharon con los franceses en la Guerra de la reina Ana, conflicto que se caracteriza por frecuentes incursiones en Massachusetts, incluyendo uno en Groton en 1694, en la que fueron secuestrados los niños, y la masacre de Deerfield en 1704, en la que se tomaron más de 100 cautivos que fueron enviados hacia el norte a Montreal para el rescate o la adopción por los Mohawk y los franceses. Para el final de la guerra, los nativos tuvieron éxito en matar a más de 700 Ingleses y a capturar más de 250 km a lo largo de la frontera de Acadia/Nueva Inglaterra.
El tratado de Ryswick fue insatisfactorio para los representantes de la Compañía de la Bahía de Hudson. Dado que la mayoría de sus puestos comerciales en la bahía de Hudson se había perdido a los franceses antes de que comenzara la guerra, el estado de statu quo ante bellum significaba que permanecieron bajo control francés. La empresa recuperó sus territorios en la mesa de negociación cuando el Tratado de Utrecht puso fin a la Guerra de la reina Ana.